# Västeraspby
Västeraspby (Väy), även skyltat som Höga kusten flygplats eller Höga Kusten Airport (tidigare Kramfors–Sollefteå Flygplats), är sedan 2011 en järnvägsstation i Kramfors kommun i Ångermanland. Den ligger längs med Ådalsbanan och bildar utgångspunkt för Botniabanan och järnvägstrafiken mot Örnsköldsvik och Umeå. Stationen ligger dock långt från närmsta större bosättning och benämns ibland "spökstation".

## Geografi
Västeraspby station ligger i direkt anslutning till Höga Kustens flygplats och direkt norr om Snarabergstunneln, som sedan 2011 rätat ut Ådalsbanan genom avskaffandet av den kurviga bandelen via Nyland.
Den 190 kilometer långa Botniabanan löper officiellt mellan Nyland och Umeå. I söder är det dock Västeraspby station som i praktiken utgör Botniabanans södra ändpunkt, cirka 6 kilometer norr om tätorten Nyland. Västeraspby och Höga Kustens flygplats ligger båda två i Torsåkers distrikt, medan Nyland ligger i Ytterlännäs distrikt; bägge distrikten är belägna i Kramfors kommun.
Västeraspby station ligger i ett skogsområde men nära länsväg Y 786. 2–3 kilometer längre norrut ligger kyrkbyn i Torsåker samt småorten Prästmon, där Hola folkhögskola dominerar samhället. Vid Nyland breddar sig Ångermanälven till den bredare mynningsvik som löper ut mot Bottenhavet.

## Historik och station
Västeraspby anlades som del av infrastrukturprojektet Botniabanan, byggd mellan 1999 och 2010. Detta projekt skulle förkorta restiderna i övre Norrland, där den norra Stambanan i inlandet innebär att järnvägstransporter mellan städer som Härnösand, Örnsköldsvik och Umeå var relativt tidskrävande. I samband med byggandet av Botniabanan byggdes ett antal tunnlar, och den nya banan kom att ledas över Ångermanälven på en nybyggd, drygt kilometerlång lång bro strax norr om Nyland.
Själva stationen ligger strax söder om järnvägsbron, i direkt anslutning till Höga Kustens flygplats, den norra mynningen av Snarabergstunneln och invid länsväg 786. Den har en liten väntsal som är öppen dygnet runt. Där finns handikapparkering för fordon men få andra bekvämligheter. Stationen trafikeras sedan starten av det regionala tågtrafiksystemet Norrtåg.
Bangården vid Västeraspby är långsträckt, från vägbrons passage i söder till det södra landfästet för järnvägsbron över Ångermanälven i norr. Här finns tre elektrifierade huvudspår, med normalhuvudspåret beläget längst i väster. Dessutom anslöt åtminstone tidigare det oelektrifierade spåret från Nyland som ett fjärde spår längst i öster.
2014 passerades Västeraspby dagligen ett drygt 30-tal tåg, varav knappt hälften stannade på stationen. Då fanns varken någon regelbunden busstrafik till stationen eller till den närbelägna flygplatsen som var anpassad till tåg- eller flygavgångar.
Oavslutade planer finns på en vändslinga/ett triangelspår i mötet mellan Ådalsbanan och Botniabanan.